# Koenigia
Koenigia je biljni rod iz porodice dvornikovki dio je podtribusa Koenigiinae. Rod je raširen po gotovo čitavoj Euroaziji i velikim dijelovima Sjeverne Amerike
Postoji tridesetak vrsta, od kojih biljka poznata kao alpski dvornik, pripada ovom rodu, a raste i u Hrvatskoj. Rod je opisan 1767.

## Vrste
1. Koenigia alaskana (Small) T.M.Schust. & Reveal
2. Koenigia alpina (All.) T.M.Schust. & Reveal
3. Koenigia campanulata (Hook.f.) T.M.Schust. & Reveal
4. Koenigia cathayana (A.J.Li) T.M.Schust. & Reveal
5. Koenigia chuanzangensis Z.Z.Zhou & Y.J.Min
6. Koenigia coriaria (Grig.) T.M.Schust. & Reveal
7. Koenigia cyanandra (Diels) Mesícek & Soják
8. Koenigia davisiae (W.H.Brewer ex A.Gray) T.M.Schust. & Reveal
9. Koenigia delicatula (Meisn.) H.Hara
10. Koenigia divaricata (L.) T.M.Schust. & Reveal
11. Koenigia × fennica (Reiersen) T.M.Schust. & Reveal
12. Koenigia fertilis Maxim.
13. Koenigia filicaulis (Wall. ex Meisn.) T.M.Schust. & Reveal
14. Koenigia forrestii (Diels) Mesícek & Soják
15. Koenigia hedbergii Bo Li & W.Du
16. Koenigia hookeri (Meisn.) T.M.Schust. & Reveal
17. Koenigia islandica L.
18. Koenigia jurii (A.K.Skvortsov) T.M.Schust. & Reveal
19. Koenigia lichiangensis (W.W.Sm.) T.M.Schust. & Reveal
20. Koenigia limosa (Kom.) T.M.Schust. & Reveal
21. Koenigia mollis (D.Don) T.M.Schust. & Reveal
22. Koenigia nepalensis D.Don
23. Koenigia nummulariifolia (Meisn.) Mesícek & Soják
24. Koenigia ocreata (L.) T.M.Schust. & Reveal
25. Koenigia panjutinii (Kharkev.) T.M.Schust. & Reveal
26. Koenigia phytolaccifolia (Meisn. ex Small) T.M.Schust. & Reveal
27. Koenigia pilosa Maxim.
28. Koenigia polystachya (Wall. ex Meisn.) T.M.Schust. & Reveal
29. Koenigia relicta (Kom.) T.M.Schust. & Reveal
30. Koenigia rumicifolia (Royle ex Bab.) T.M.Schust. & Reveal
31. Koenigia songarica (Schrenk) T.M.Schust. & Reveal
32. Koenigia tortuosa (D.Don) T.M.Schust. & Reveal
33. Koenigia tripterocarpa (A.Gray) T.M.Schust. & Reveal
34. Koenigia weyrichii (F.Schmidt) T.M.Schust. & Reveal
35. Koenigia yatagaiana (T.Mori) T.C.Hsu & S.W.Chung

## Sinonimi
- Aconogonon (Meisn.) Rchb.
- Macounastrum Small
- Pleuropteropyrum H.Gross
- Rubrivena M.Král